# Mount Minshew
Mount Minshew är ett berg i Antarktis. Det ligger i Västantarktis. Inget land gör anspråk på området. Toppen på Mount Minshew är 3 895 meter över havet.
Terrängen runt Mount Minshew är bergig åt sydväst, men åt nordost är den kuperad. Trakten är obefolkad. Det finns inga samhällen i närheten.